# Comuna Dmîtrivka, Verhnodniprovsk
Dmîtrivka (în ucraineană Дмитрівка) este o comună în raionul Verhnodniprovsk, regiunea Dnipropetrovsk, Ucraina, formată din satele Didove, Dmîtrivka (reședința), Dobrohirske, Krînîcikî, Kușnarivka, Mareanivka, Motronivka, Novohannivka, Posunkî și Sokolove.

## Demografie
Componența lingvistică a satului Dmîtrivka
     Ucraineană (92,82%)
     Rusă (5,82%)
     Alte limbi (1,25%)
Conform recensământului din 2001, majoritatea populației satului Dmîtrivka era vorbitoare de ucraineană (92,82%), existând în minoritate și vorbitori de rusă (5,82%).